# Велиты

Велит

Вели́ты (лат. velites) — разновидность  лёгкой пехоты в древнеримской армии. Часто использовались как застрельщики. Название происходит от латинского слова velox — быстрый.

## Вооружение и тактика
Вооружение велита составлял короткий меч гладиус и несколько дротиков — hasta velitaris. «Гаста велитарис» был уменьшенной копией пилума, с железной частью 25-30 см и деревянным древком длиной около 90 см и толщиной в палец. Велиты не носили панциря, в качестве защиты у них были простой шлем и круглый лёгкий щит диаметром 90 см — парма.
Лёгкая защита и вооружение делали их в своё время наиболее мобильным видом римской пехоты. Из-за того, что велиты не были приспособлены к ближнему бою, их не объединяли в отдельные отряды, а придавали манипулам гастатов, принципов и триариев, по 40 человек каждой. Велиты подчинялись центурионам своих манипул.
Целью велитов в бою было метание дротиков в противника и быстрое отступление за спины хорошо защищённой пехоты. В некоторых источниках упоминаются велиты, поверх шлемов носившие волчьи шкуры, для того, чтобы их центурионы могли отличить своих солдат, когда те отступали назад. Во время войн в Кампании римляне имели отряды велитов без дротиков, действовавших как пехота, перевозившаяся конницей на крупах лошадей. Чтобы снизить потери при недостаточной защищённости, велиты никогда не смыкали строя, они передвигались исключительно в разомкнутом строю, все застрельщики находились в нескольких метрах друг от друга. Поскольку дротики были не так дальнобойны, как стрелы и требовали максимального сокращения дистанции с противником, велиты вели огонь с фланга, с тыла или под прикрытием тяжелых пехотинцев, так как в открытой перестрелке они выстоять не могли, например против лучников.

## История

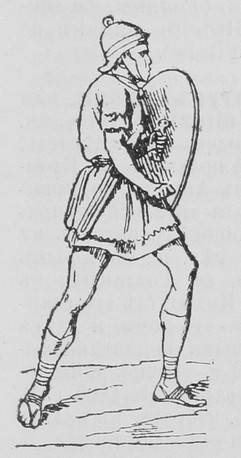
Велит
(Рисунок из «ВЭС»)

Плиний Старший подчеркивает, что копья легковооруженных воинов — велитов изобрели этруски (N. h., VII, 56(57), 201). Исидор Севильский полагает, что само название велитов — этрусского происхождения (Orig., XVIII, 57).
Велиты появились в III-II вв. до н. э. во время Пунических войн. В те времена солдаты Римской республики сами оплачивали своё вооружение. Велиты преимущественно были бедными гражданами, у которых не было денег на дорогую экипировку тяжёлого пехотинца, отсюда лёгкое, недорогое вооружение и доспехи. В книге Полибия «Становление Римской империи» написано, что в велиты обычно шли самые молодые солдаты.
Часто все успехи римской армии приписываются тяжёлой пехоте, однако эффективность велитов, так же, как и иррегулярной пехоты (с которой велиты имели много общего, например, отсутствие собственного построения) была недооценена. Велиты с большим успехом сражались с боевыми слонами, выпуская огромное количество дротиков: из-за отсутствия плотного строя слоны не могли причинить им значительного вреда. Это было продемонстрировано в битве при Заме (202 г. до н. э.), когда не имевшие построения велиты, используя дротики, а также трубы и рожки (для запугивания животных громкими звуками), частично уничтожили, а частично обратили в бегство 80 карфагенских боевых слонов.
В армии Римской республики в период её расцвета (II в. до н. э.) и конца велитами служили солдаты, которые до реформы Мария (когда положение в обществе и богатство перестало прямо соотноситься с положением в армии) относились бы к 4-м и 5-м классам (рорариям и акцензам) римской фаланги; они были бедны или считались ненадёжными.
Во II и начале I вв. до н. э. армия была реорганизована Марием и другими римскими полководцами; обучение и экипировка солдат стали стандартными. С этих времён и далее при Римской империи и в особенности правлении императора Августа на смену гражданам-велитам пришли иррегулярные вспомогательные войска неграждан-союзников. Велиты были постепенно распущены или переэкипированы как тяжёлые пехотинцы.

## Версия и критические замечания
Следует критически рассматривать как предложенную ниже версию, так и утверждения выше.

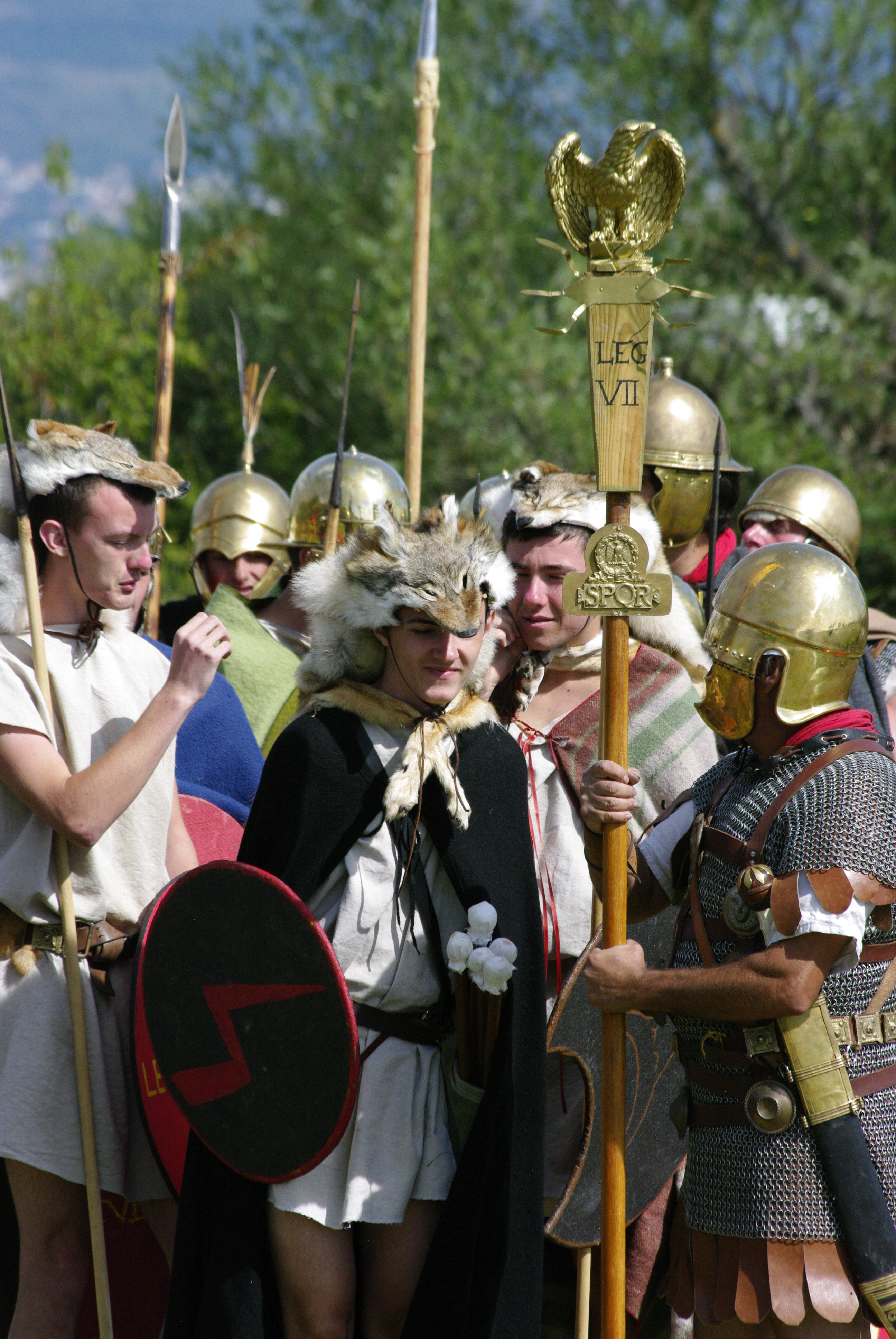
Велит (реконструкция)

В раннем Риме жители и особенно их домашний скот испытывали серьёзную угрозу со стороны диких животных, особенно волков. Для централизованной борьбы с последними создавались специализированные отряды из охотников и пастухов. Бог Марс, помимо военных функций, считался охранителем полей и стад от вредителей и волков. Животными, посвящёнными Марсу, были дятел и волк. Вероятно, шапка из головы волка была статусной для бойцов иррегулярных подразделений.
В войнах с соседями эти отряды предназначались для разведки и боя в рассыпном строю на сильно пересечённой местности.
Меч, даже бронзовый гладиус, а также доспех, тем более с бронзовыми элементами, являлся довольно дорогим вооружением даже для гражданина среднего достатка.
Большая энциклопедия Кирилла и Мефодия говорит, что велиты (от лат. velites, вероятно от лат. velum — полотно) защитного вооружения, кроме небольшого щита на руке (пелты), как правило, не имели, а из наступательного упоминаются дротики, возможно, праща и очень редко короткий лук.
Надо заметить, что римское общество изначально имело клановую структуру, а это значит, что клан принимал участие в снаряжении своих членов, так что именно римская молодёжь формировала преимущественно гастатов (лат. hastatus), которые в раннем Риме являлись копейщиками первой-второй линии, часто с комплектом дротиков.
О структуре и быте римской армии эпохи Пунических Войн см. Тит Ливий «Война с Ганнибалом».
Поэтому следует различать, как минимум, два вида бойцов, именуемых велитами.
1. Велиты — это специализированные войска, используемые для разведки и боя в рассыпном строю. Эти воины, помимо обычного метательного оружия, могли иметь мечи гладиусы и лёгкие доспехи. Вероятно, они же носили отличительные шапки из волка.
2. Велиты — это беднота из низких сословий, выступающая иррегулярными застрельщиками, имеющая самые дешёвые виды вооружения, преимущественно метательные.

Однако, очень схоже в некоторых источниках описываются войска италийских союзников (частей союзных легионов).
Более точное описание велитов:
«Варвары, или бедные люди, в коже или бронзе,
имеют при себе луки, или дротики,
также могут иметь при себе небольшие щиты,
в отсутствие доспехов. Также могут носить
при себе небольшие ножи или мечи.. и т. д.»
Поскольку доспехи тяжеловооруженного воина в те времена стоили дорого, были ценным трофеем и мертвым воинам их никогда не оставляли (см. ту же «Илиаду»), можно предположить, что если была такая возможность, велит получал доспехи своих или вражеских погибших солдат и становился тяжеловооруженным.